# Brié-et-Angonnes
Brié-et-Angonnes település Franciaországban, Isère megyében. Lakosainak száma 2509 fő (2022. január 1.). Brié-et-Angonnes Vaulnaveys-le-Bas, Vaulnaveys-le-Haut, Bresson, Eybens, Herbeys, Jarrie, Montchaboud, Poisat és Vizille községekkel határos.

## Népesség
A település népességének változása:
| Lakosok száma | 666  | 1617 | 1833 | 2267 | 2482 | 2531 | 2556 | 2554 | 2533 | 2509 |
|               | 1968 | 1982 | 1999 | 2006 | 2012 | 2015 | 2017 | 2018 | 2020 | 2022 |